# Campeonato Chileno de Futebol de 1994
O Campeonato Chileno de Futebol de 1994 (oficialmente Campeonato Nacional de Fútbol Profesional de la Primera División de Chile) foi a 62ª edição do campeonato do futebol do Chile. Os 16 clubes jogam todos contra todos, sendo o primeiro colocado campeão. Os dois últimos colocados são rebaixados diretamente para a Campeonato Chileno de Futebol - Segunda Divisão. O campeão e o ganhador da ligilla entre o vice, 3º, 4º e 5º lugar se classificam para a Copa Libertadores da América de 1995.

## Participantes
| Equipe                                        | Cidade                                                   | Região                           | No ano anterior                                                     | Estádio                                | Capacidade | Títulos                                     | Participações |
| --------------------------------------------- | -------------------------------------------------------- | -------------------------------- | ------------------------------------------------------------------- | -------------------------------------- | ---------- | ------------------------------------------- | ------------- |
| Club Social y Deportivo Colo-Colo             | Macul                                                    | Região Metropolitana de Santiago | Campeão                                                             | Estádio Monumental David Arellano      | 47.017     | 20 (Último em 1993)                         | 62            |
| Unión Española                                | Independencia                                            | Região Metropolitana de Santiago | Quinto Lugar                                                        | Estádio Santa Laura                    | 22.375     | 5 (1943, 1951, 1973, 1975, 1978)            | 61            |
| Club Deportivo Universidad Católica           | Las Condes                                               | Região Metropolitana de Santiago | Terceiro Lugar                                                      | Estádio San Carlos de Apoquindo        | 20.000     | 7 (1949, 1954, 1961, 1966, 1984,1987)       | 53            |
| Club de Deportes Cobreloa                     | Calama                                                   | Região de Antofagasta            | Vice Campeão                                                        | Estádio Municipal de Calama            | 12.000     | 5 (1980, 1982, 1985, 1988, 1992)            | 17            |
| Corporación Deportiva Everton de Viña del Mar | Viña del Mar                                             | Província de Valparaíso          | Décimo Lugar                                                        | Estádio Sausalito                      | 25.000     | 3 (1950, 1952, 1976)                        | 48            |
| O'Higgins Fútbol Club                         | Rancagua                                                 | Região de O'Higgins              | Sétimo Lugar                                                        | Estádio El Teniente                    | 14.550     | 0 (não possui)                              | 36            |
| Club de Deportes La Serena                    | La Serena                                                | Região de Coquimbo               | Nono Lugar                                                          | Estádio La Portada                     | 18.500     | 0 (não possui)                              | 27            |
| Club Deportivo Palestino                      | La Cisterna                                              | Região Metropolitana de Santiago | Décimo Segundo Lugar                                                | Estádio Municipal de La Cisterna       | 12.000     | 2 (1955, 1978)                              | 39            |
| Club Universidad de Chile                     | Santiago                                                 | Região Metropolitana de Santiago | Campeão                                                             | Estádio Nacional de Chile              | 55.100     | 8 (1940, 1959, 1962,1964, 1965, 1967, 1969) | 55            |
| Club de Deportes Coquimbo Unido               | Coquimbo                                                 | Região de Coquimbo               | Décimo Terceiro Lugar                                               | Estádio La Pampilla                    | ---        | 0 (não possui)                              | 11            |
| Club de Deportes Antofagasta                  | Antofagasta                                              | Região de Antofagasta            | Oitavo Lugar                                                        | Estádio Regional de Antofagasta        | 26.339     | 0 (não possui)                              | 15            |
| Club de Deportes Temuco                       | Temuco                                                   | Região de Araucanía              | Sexto Lugar                                                         | Estádio Municipal Germán Becker        | 20.930     | 0 (não possui)                              | 21            |
| Club Deportivo Provincial Osorno              | Osorno                                                   | Região de Los Lagos              | Décimo Primeiro Lugar                                               | Estádio Municipal Rubén Marcos Peralta | 12.000     | 0 (não possui)                              | 3             |
| Club Deportes Cobresal                        | Localidade de El Salvador, na comuna de Diego de Almagro | Região de Atacama                | cesso pelo Campeonato Chileno de Futebol de 1993 - Segunda Divisão  | Estádio El Cobre                       | 8.000      | 0 (não possui)                              | 9             |
| Club Social de Deportes Rangers               | Talca                                                    | Região de Maule                  | Acesso pelo Campeonato Chileno de Futebol de 1993 - Segunda Divisão | Estádio Fiscal de Talca                | 8.324      | 0 (não possui)                              | 34            |
| Club de Deportes Regional Atacama             | Copiapó                                                  | Região de Atacama                | Acesso pelo Campeonato Chileno de Futebol de 1993 - Segunda Divisão | Estádio Luis Valenzuela Hermosilla     | 8.000      | 0 (não possui)                              | 4             |

## Campeão
| Campeão Chileno 1994                                     |
| -------------------------------------------------------- |
| Club Universidad de Chile (Santiago) (8º título) Campeão |